# مركز كاريتاس الطبي

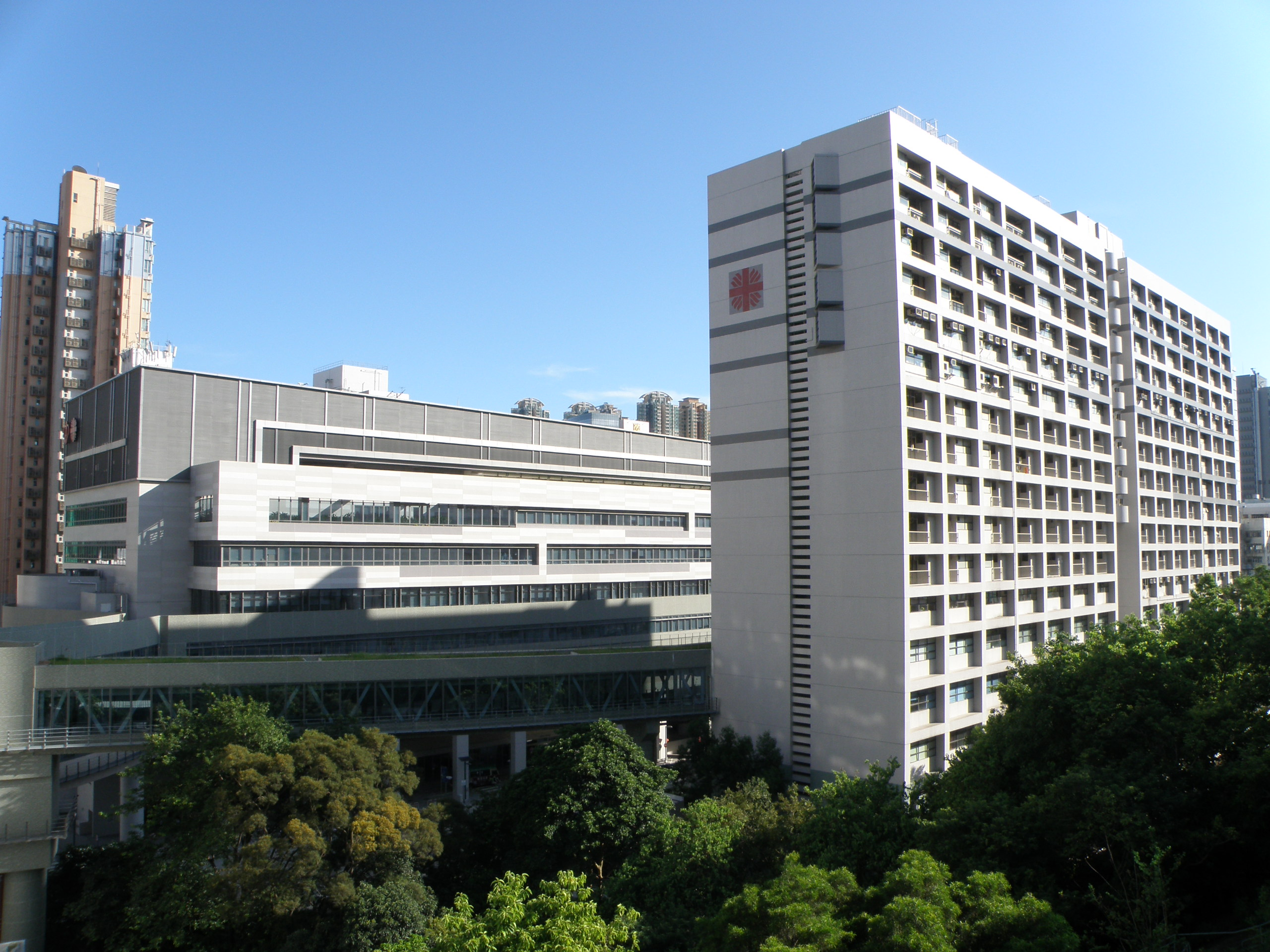
المركز الطبي كاريتاس.

مركز كاريتاس الطبي (بالصينيّة: 明愛醫院) هو مستشفى يقع في تشيونغ شا وان، في كولون الجديدة، هونغ كونغ. وهو المستشفى الرئيسي في مقاطعة شام شوي بو وتدار من قبل هيئة المستشفيات كاريتاس في هونغ كونغ.
تأسسس المركز الطبي كاريتاس في هونغ كونغ، وأفتتح من قبل حاكم هونغ كونغ، ديفيد ترينش، في 17 ديسمبر 1964.
المركز هو الآن أحد المستشفيات العامة ويملك حوالي 1,100 سرير ويقع في شام شوي بو. وهو يوفر مجموعة كاملة من الخدمات الطبية فضلًا عن الرعاية والتأهيل للمرضى، بما في ذلك خدمة الطوارئ على مدار 24 ساعة، خدمة العيادات الخارجية العامة، والداخلية. يحتفظ المستشفى بعلاقات وثيقة مع تنظيمه الأم، كاريتاس هونغ كونغ، ويملك المركز ثقافة كاثوليكية قوية تحت شعار «الحب في خدمة الأمل».